# Hiệp hội Islam Hoa Kỳ
Hiệp hội Islam Hoa Kỳ hay Hiệp hội Hồi Giáo Hoa Kỳ (HIK/MAS)  là một tổ chức phi lợi nhuận được thiết lập vào năm 1993 và có tổng bộ tại Vùng Giáo hội Bộc Bố, Virginia, HIK là một trong những chi đoàn phong trào vận động của đoàn vận động Đồng bào Islam.